# Hoằng Đại
Hoằng Đại là một phường thuộc thành phố Thanh Hóa, tỉnh Thanh Hóa, Việt Nam.

## Địa lý
Phường Hoằng Đại nằm ở phía đông thành phố Thanh Hóa, thuộc tả ngạn sông Mã, có vị trí địa lý:
- Phía đông giáp huyện Hoằng Hóa
- Phía tây giáp phường Hoằng Quang
- Phía nam giáp phường Quảng Hưng
- Phía bắc giáp huyện Hoằng Hóa và phường Hoằng Quang.

Phường Hoằng Đại có diện tích tự nhiên 4,67 km², quy mô dân số năm 2023 là 7.491 người, mật độ dân số đạt 1.604 người/km². Dân cư sinh sống tại Hoằng Đại chủ yếu là người Kinh.
| Lịch sử dân số của Hoằng Đại         | Lịch sử dân số của Hoằng Đại | Lịch sử dân số của Hoằng Đại | Lịch sử dân số của Hoằng Đại | Lịch sử dân số của Hoằng Đại | Lịch sử dân số của Hoằng Đại |
| ------------------------------------ | ---------------------------- | ---------------------------- | ---------------------------- | ---------------------------- | ---------------------------- |
| Năm                                  | 1999                         | 2009                         | 2019                         | 2022                         | 2023                         |
| Số dân                               | 4.092                        | 3.787                        | 4.289                        | 4.900                        | 7.491                        |
| ±% năm                               | —                            | −0.77%                       | +1.25%                       | +4.54%                       | +52.88%                      |
| Nguồn: 1999, 2009, 2019, 2022, 2023. |                              |                              |                              |                              |                              |

## Lịch sử
Trước Cách mạng tháng Tám, địa bàn phường Hoằng Đại thuộc 2 xã Đại Phú và Lam Cầu, tổng Bái Trạch.
Từ năm 1953, xã Hoằng Đại gồm các làng: Đại Tiền, Lam Cầu (làng Lam), Hà Phương, sau này gồm 8 làng: Kiều Tiến, Đồng Tiến, Đại Đồng, Vinh Quang, Hạnh Phúc, Quang Hải, Cát Lợi, Sơn Hà.
Ngày 29 tháng 2 năm 2012, xã Hoằng Đại được chuyển từ huyện Hoằng Hóa về thành phố Thanh Hóa.
Năm 2018, xã Hoằng Đại có 8 thôn. Ngày 11 tháng 7 cùng năm, Hội đồng nhân dân tỉnh Thanh Hóa khóa XVII thông qua Nghị quyết về việc sắp xếp thôn, tổ dân phố trên địa bàn tỉnh. Theo đó:
- Nhập thôn Đại Đồng vào thôn Đồng Tiến
- Nhập thôn Vinh Quang vào thôn Hạnh Phúc.

Sau sắp xếp, xã Hoằng Đại có 6 thôn.
Ngày 24 tháng 10 năm 2024, Ủy ban Thường vụ Quốc hội thông qua Nghị quyết số 1238/NQ-UBTVQH15 (có hiệu lực từ ngày 1 tháng 1 năm 2025). Theo đó, thành lập phường Hoằng Đại từ toàn bộ diện tích và dân số của xã Hoằng Đại.

## Hành chính
Phường Hoằng Đại được chia thành 6 thôn: Cát Lợi, Đồng Tiến, Hạnh Phúc, Kiều Tiến, Quang Hải, Sơn Hà.

## Văn hóa

### Di tích
- Các làng đều có đình và nghè.[8]
- Làng Đại Tiền có chùa và võ chỉ.
- Làng Lam Cầu có chùa và văn chỉ.
- Làng Hà Phương có miếu.

### Các dòng họ
Phường Hoằng Đại có các dòng họ: Nguyễn, Lê, Trần, Đoàn Đình, Đoàn Văn, Trương,...

## Xã hội
Trên địa bàn phường có một trường tiểu học và một trường trung học cơ sở.